# Camélia Jordana
Camélia Jordana Aliouane,  (Tolone, 15 settembre 1992), è una cantante e attrice francese, nota per aver partecipato allo show televisivo Nouvelle Star (versione francese di Pop Idol) nel 2009, nel quale si è classificata al terzo posto.

## Discografia

### Album
- 2010 - Camélia Jordana
- 2014 - Dans la peau
- 2018 - LOST

### Singoli
- 2010 - Non non non (Écouter Barbara)
- 2010 - Calamity Jane
- 2011 - Moi c'est
- 2013 - Je ne t'ai jamais aimé (Babx & Camélia Jordana)
- 2014 - Dans la peau

## Filmografia parziale

### Cinema
- Babysitter per amore (La stratégie de la poussette), regia di Clément Michel (2012)
- Bird People, regia di Pascale Ferran (2014)
- Vengo subito (Je suis à vous tout de suite) (2015), regia di Baya Kasmi
- Due sotto il burqa (Cherchez la femme), regia di Sou Abadi (2017)
- Quasi nemici - L'importante è avere ragione (Le Brio), regia di Yvan Attal (2017)
- Red Snake (Soeurs d'armes), regia di Caroline Fourest (2019)
- Curiosa, regia di Lou Jeunet (2019)
- Les choses qu'on dit, les choses qu'on fait, regia di Emmanuel Mouret (2020)
- Papà per amore (Parents d'élèves), regia di Noémie Saglio (2020)

### Televisione
- Les Mauvaises Têtes - serie TV (2012)
- The Last Panthers - serie TV (2015)

## Riconoscimenti
Premio César
2018 – Miglior promessa femminile per Quasi nemici - L'importante è avere ragione (Le Brio)
2021 – Candidatura a miglior attrice per Les choses qu'on dit, les choses qu'on fait

## Doppiatrici italiane
Nelle versioni in italiano delle opere in cui ha recitato, Camélia Jordana è stata doppiata da:
- Domitilla D'Amico in Quasi nemici - L'importante è avere ragione, Due sotto il burqa
- Perla Liberatori in Babysitter per amore
- Elisa Giorgio in Papà per amore
- Giulia Franceschetti in Red Snake